# 사략면장

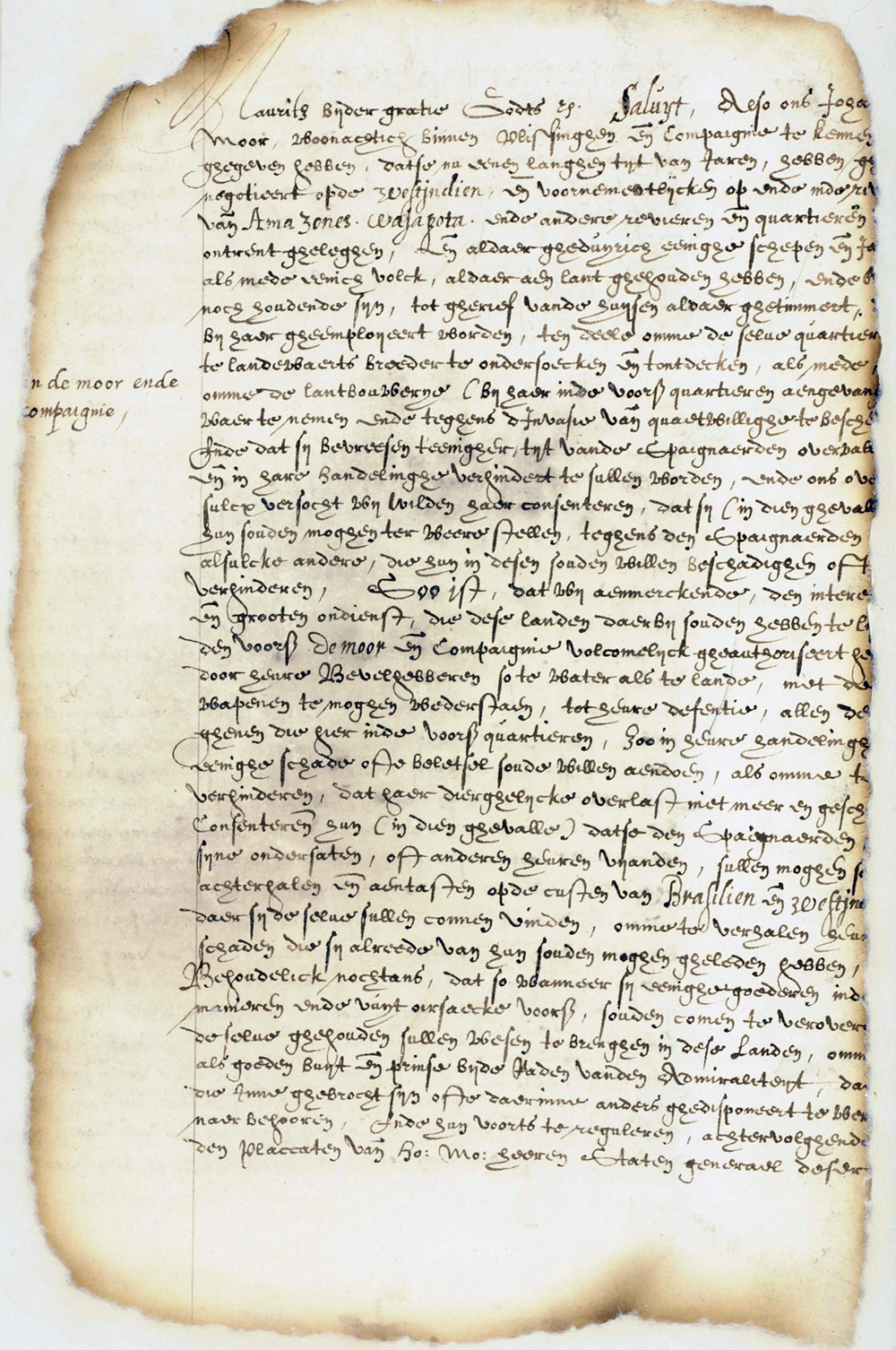
마우리츠 판 오라녜가 플리싱언의 선장 요한 드 무어(Johan de Moor)에 발급한 사략면장의 사본

사략면장(영어: letter of marque, 프랑스어: lettre de marque, lettre de Course) 또는 타국 상선 나포 면허장은 사략 또는 코르세어라고 알려진 개인이 전쟁 중인 국가의 선박을 공격하고 나포할 수 있는 권한을 부여한 범선 시대의 정부 면허였다. 발급자는 이전 공격이나 부상에 대한 보복으로 특정 적에 대한 국제 군사 작전을 허가한다. 포획된 해군 포상은 정부 해군 법원에서 비난과 소유권을 사략선에 양도하는 판결을 받았다.
중세 말기부터 19세기까지 유럽인들의 일반적인 관행으로, 사략면장을 들고 적의 전리품을 찾아 순항하는 것은 애국심과 이익을 겸비한 영예로운 소명으로 여겨졌다. 이러한 법적으로 승인된 사적 행위는 보편적으로 비난을 받았던 해상강도로 알려진 무작위 선박의 무면허 나포와 대조된다. 실제로, 사략선과 해적 사이의 차이는 때때로 미미했으며, 심지어 단지 해석의 문제이기도 했다.
"letter of marque"와 "privateer"라는 용어는 일반적으로 나포 및 보복 라이선스(marque-and-reprisal licence)에 따라 운항되는 선박을 설명하는 데 사용되었다. 이러한 맥락에서 사략면장은 정상적인 상거래에서 기회가 생기면 상금을 받을 수 있는 정사각형 돛의 육중한 화물 운반선이었다. 대조적으로, 사략이라는 용어는 일반적으로 종범장의 빠르고 날씨가 좋은 전투함을 의미한다.
사략면장을 통해 정부는 시간과 돈을 절약하기 위한 조치로 자국 해군 대신 용병 개인 선장과 선원을 사용하여 전쟁을 벌일 수 있었다. 평화로운 시기에 해군을 건설하고, 자금을 지원하고, 유지하는 대신, 정부는 전쟁이 시작될 때까지 기다렸다가 상금을 기대하여 자신의 선박에 자금을 조달한 사략선에게 사략면장을 발행했다.

## 같이 보기
- 통상 파괴
- 노획물
- 토벌
- 복구
- 에드워드 티치
- 헨리 모건
- 아마로 파고